# Tobias Wilhelmi senior
Tobias Wilhelmi senior (* 17. Jahrhundert in Brandenburg an der Havel; † 1691) war ein deutscher Bildhauer.

## Leben
Wilhelmi wurde in Brandenburg geboren. Es gab auch die, allerdings unrichtige, Vermutung, wonach er als Tobias Wilhelm in Nordhausen als Sohn des Magdeburger Bildhauers Henrich Wilhelm geboren wurde. Im Stil seiner Arbeiten orientierte sich Wilhelmi an flämischen Vorbildern, so dass vermutet wird, dass er eine Studienreise dorthin unternommen hatte. Möglicherweise erfolgte eine solche Reise zwischen 1670 und 1675. Er gilt als einer der frühesten Bildhauer der norddeutschen Barockskulptur, der sich an der niederländischen Kunst orientierte.
Im Jahr 1663 erwarb Wilhelmi das Bürgerrecht der Stadt Magdeburg. Er heiratete am 8. Juli 1665 Maria Lindener, Tochter des Zimmermeisters und Brauers Erhard Lindener, der eine leitende Funktion bei Großbaustellen in Magdeburg, wie der Wiederherstellung der Katharinenkirche, innehatte. Aus der Ehe gingen die drei Söhne Johann Erhardt, Tobias und Heinricus sowie die Tochter Maria hervor. Sein Sohn Tobias wurde ebenfalls Bildhauer.
In Magdeburg wirkte Tobias Wilhelmi senior zunächst, wohl infolge der Tätigkeit seines Schwiegervaters, beim Aufbau der Katharinenkirche mit. Seine Signatur T.W. und ein Steinmetzzeichen befanden sich an der äußersten nordwestlichen Gewölbekonsole des Mittelschiffs der Katharinenkirche. Ab 1670 unterzeichnete er für Lindener Quittungen und trat dann in dessen Funktion als Bauleiter ein. Vermutlich war sein Schwiegervater altersbedingt ausgeschieden. 1672 erbte Wilhelmi von seinem Schwiegervater das Haus Zur hohen Heide, Spiegelhof 3 in Magdeburg. 1683 gehörte ihm auch das benachbarte Haus Spiegelhof 2.
Am 5. April 1691 wurde Wilhelmi auf dem Friedhof der Johanniskirche beigesetzt. Seine Werkstatt wurde vermutlich von seinem Sohn Tobias fortgeführt, der auch Eigentümer der Häuser Spiegelhof 2 und 3 wurde.

## Werke (Auswahl)

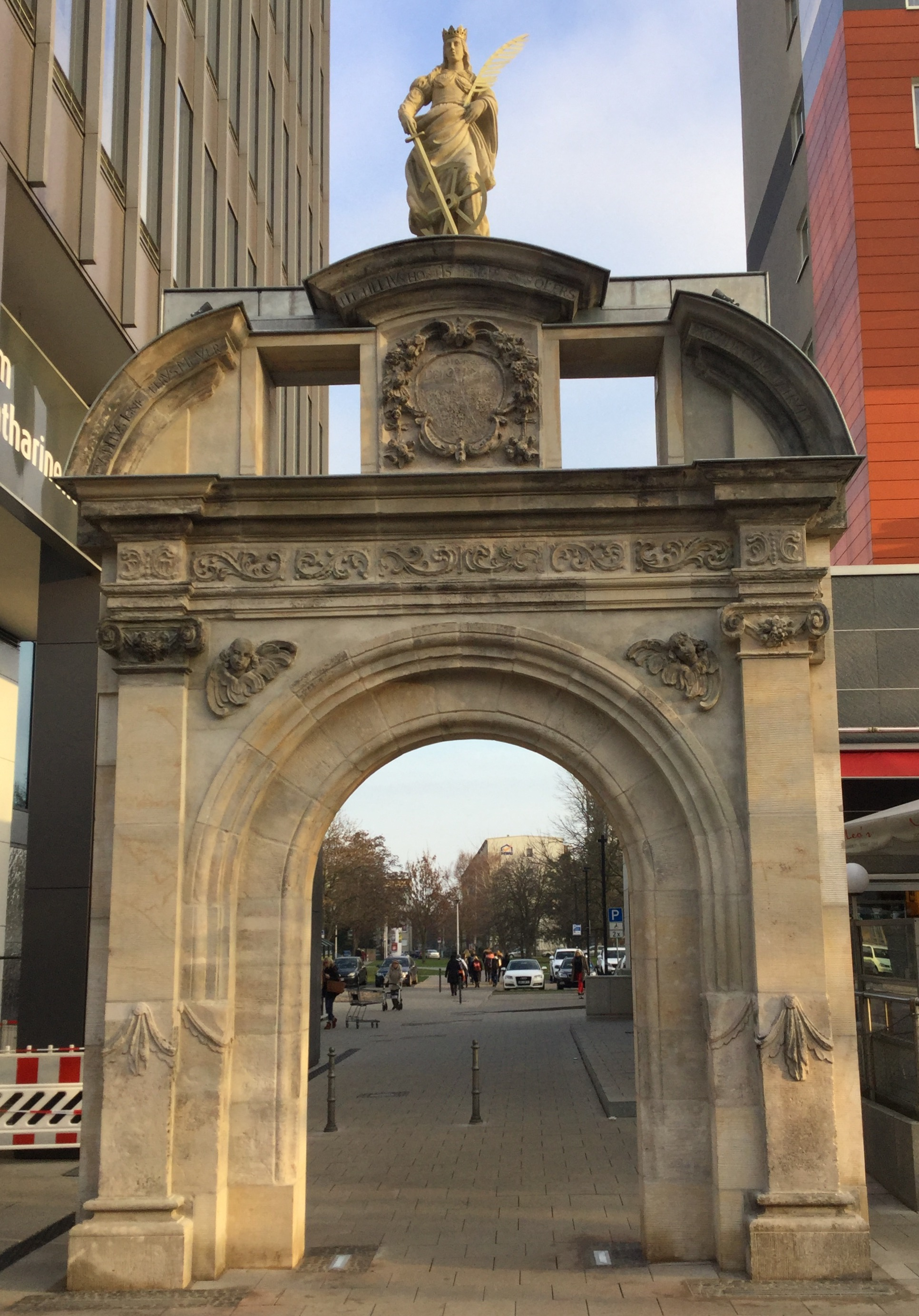
Katharinenportal, 2016

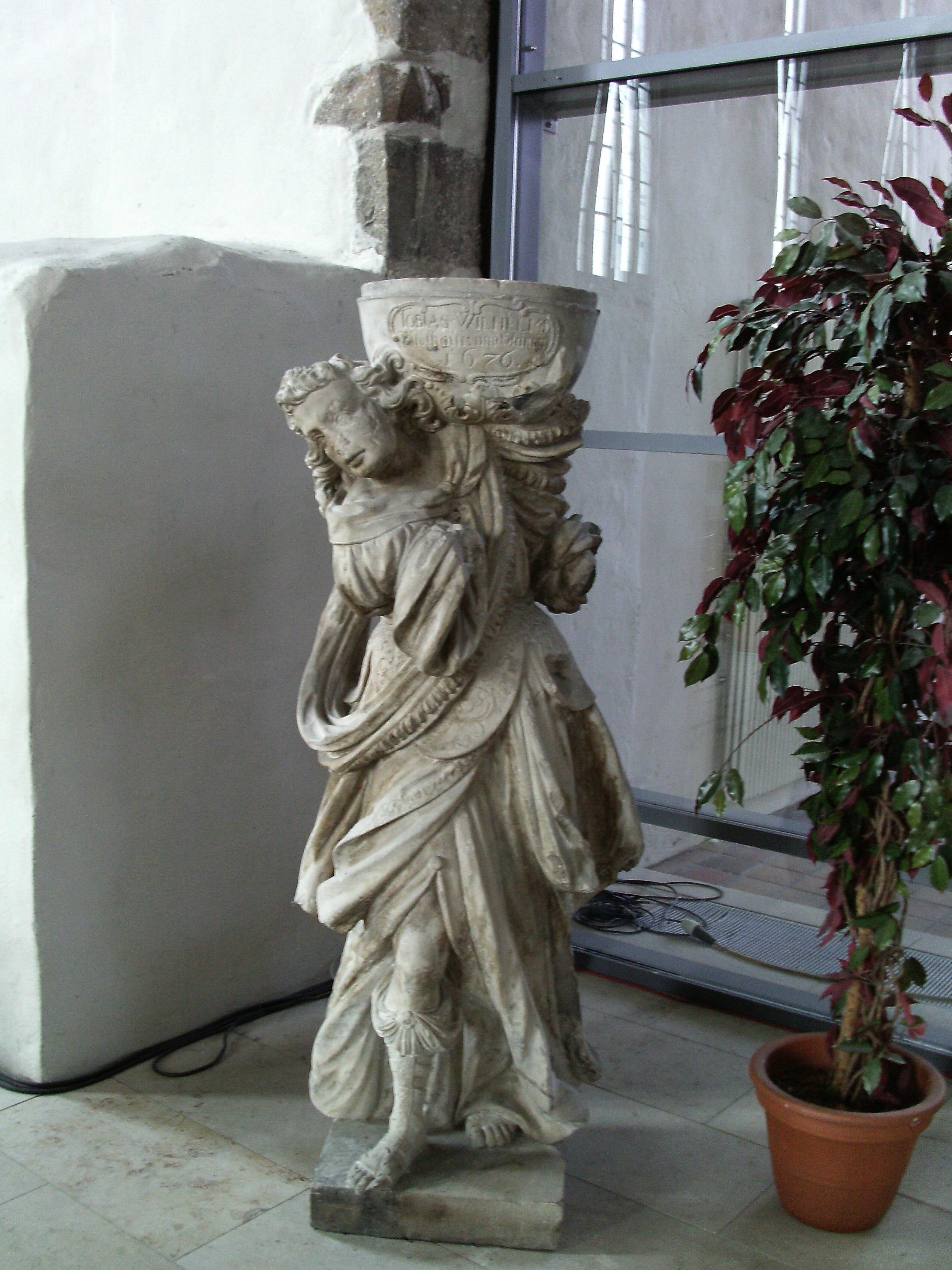
Erhaltener Kanzelträger der Kanzel der Johanniskirche

- Westportal der Katharinenkirche Magdeburg, 1668
- Kanzel der Jakobikirche Magdeburg (Entwurf), 1669
- Altar der Johanniskirche Magdeburg, 1669/1670
- Kanzel der Johanniskirche Magdeburg, 1675
- Maßwerk der Fenster auf der Nordseite der Petrikirche Magdeburg, 1675
- Kanzel der Schlosskapelle Erxleben, 1676 bis 1678
- Wandepitaph für Bürgermeister Gottfried Rosenstock, Johanniskirche Magdeburg, 1678
- Altar der Katharinenkirche Magdeburg, 1679
- Elemente der Kanzel der Johanniskirche Groß Salze, 1679
- hölzernes Gitter zwischen Chor und Hauptschiff der Johanniskirche Groß Salze, 1681
- Gedenktafel für den Fischer Bartholomaeus Richter († 1681) in der Jakobikirche
- Grabplatte für Maria Esther Luederwald († 1681) in der Jakobikirche Magdeburg
- Gedenkstein für Pfarrer Carpzovius († 1682) an der Johanniskirche Magdeburg
- Gestühl, Taufsteinüberbau der Johanniskirche Groß Salze, 1682
- Epitaph für Georg Phillipp von Veltheim († 1683) im Magdeburger Dom
- Grabplatte für Maria Roehlckin († 1684) in der Jakobikirche Magdeburg
- Kanzel der Petrikirche Magdeburg, 1685
- Taufstein der Petrikirche Magdeburg, 1685 (wohl nicht eigenhändig, sondern nur durch seine Werkstatt)
- Grabdenkmal für Johann Wolffkuehn († 1685) in der Jakobikirche Magdeburg
- Grabtafel für Sigismund von Lichtenhain († 1687) in der Johanniskirche Magdeburg
- Epitaph für Georg Seyffart im Kreuzgang des Magdeburger Doms, 1687
- Sandsteinportal der Stadtkirche Lieberose, 1688